# 費爾維尤鎮區 (愛荷華州莫諾納縣)
費爾維尤鎮區（英語：Fairview Township）是位於美國愛荷華州莫諾納縣的一個行政鎮區。

## 地方資料
根據2010年美國人口普查的數據，費爾維尤鎮區的面積為64.70平方千米，當中陸地面積為63.22平方千米，而水域面積為1.48平方千米。當地共有人口136人，而人口密度為每平方千米2.1人。